# Attila Zoller
Attila Cornelius Zoller (Visegrád, Hungria, 13 de junho de 1927 – Townshend, Vermont, 25 de janeiro de 1998) foi um músico húngaro e guitarrista de jazz.